# هری سملز
هری سملز (انگلیسی: Harry Semels؛ ‏ ۲۰ نوامبر ۱۸۸۷ – ۲ مارس ۱۹۴۶) بازیگر اهل ایالات متحده آمریکا بود. وی بین سال‌های ۱۹۱۷ تا ۱۹۴۶ میلادی فعالیت می‌کرد.
از فیلم‌هایی که وی در آن نقش داشته‌است، می‌توان به این همان شب است، هلن تروآ و گلادیاتور اشاره کرد.

## مرگ
سملز  بر اثر حمله قلبی در هالیوود کالیفرنیا درگذشت.